# بالدوین ابلین
بالدوین ابلین (به انگلیسی: Baldwin of Ibelin)، یکی از اشراف پادشاهی اورشلیم در قرن ۱۲ میلادی و ارباب رمله از سال ۱۱۶۹ تا ۱۱۸۱ میلادی بود. وی فرزند دوم بریسان ابلین و برادر جوان‌تر هیو ابلین و برادر بزرگ‌تر بالین ابلین بود.